# Doboj (regio)
Doboj (Servisch: Добојска регија/Dobojska regija) is een van de zeven regio's van de Servische Republiek in Bosnië en Herzegovina, vernoemd naar het bestuurscentrum Doboj. De regio ligt in het noorden van het land en grenst in het westen aan de regio Banja Luka. Verder grenst Doboj in het noorden aan Kroatië en het kanton Posavina, in het oosten aan het federale district Brcko (dat de Servische Republiek in twee delen splitst) en in het zuiden aan de kantons Tuzla en Zenica-Doboj.